# 광운대학교 경영대학원
광운대학교 경영대학원(光云大學校 競泳大學院, Kwangwoon University Graduate School of Business Administration)은 대한민국 서울특별시 노원구의 사립 특수대학원이다. 광운대학교의 부속 교육 기관으로, 경영학 혹은 유관 학문의 석사 과정을 지도한다.

## 연혁
- 1988년 10월 29일 광운대학교 경영대학원 개원

## 교육편제
광운대학교 경영대학원은 특수대학원으로, 석사 및 박사과정 학도를 양성한다. 다음은 2024년 기준, 광운대학교 경영대학원의 교육편제 일람이다.
- 경영학과
- 서비스경영학과
- 바이오의료경영학과
- 국방기술경영학과

## 같이 보기
- 광운대학교